# Œil rouge
Pour les articles homonymes, voir Œil rouge (homonymie).

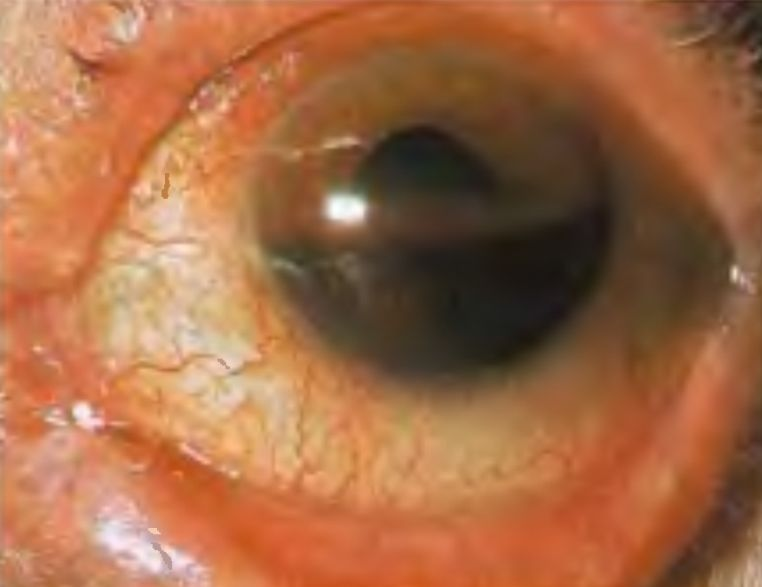
Hyphéma - montrant du sang remplissant la chambre antérieure, provoquant un niveau de liquide horizontal.

Un œil rouge est un œil qui apparaît rouge en raison d'une maladie ou d'une blessure. Il s'agit généralement d'une injection et d'une proéminence des vaisseaux sanguins superficiels de la conjonctive dont l'origine peut provenir de troubles touchant ces structures ou d'autres structures adjacentes. La conjonctivite et l'hémorragie sous-conjonctivale sont deux des causes les moins graves mais les plus fréquentes.
La prise en charge consiste à évaluer si une action d'urgence (y compris l'orientation) est nécessaire ou si le traitement peut être accompli sans ressources supplémentaires.
L'examen à la lampe à fente est très utile pour le diagnostic, mais l'évaluation initiale peut être effectuée à l'aide d'une anamnèse minutieuse, d'un test de la vision (acuité visuelle) et d'un examen à la lampe-stylo.

## Diagnostic
Des signes et symptômes particuliers peuvent indiquer que la cause est grave et nécessite une attention immédiate.
Sept de ces signes sont :
- Acuité visuelle réduite,
- Flush ciliaire (injection circumcornéenne),
- Anomalies cornéennes, y compris œdème ou opacités (« trouble cornéen »),
- Coloration cornéenne,
- Anormalités de la pupille, y compris la taille anormale de la pupille,
- Pression intraoculaire anormale,
- Douleur sévère,

Le plus simple est la constatation d'une pupille plus petite dans l'œil rouge que dans l'œil non rouge (œil opposé) et une sensibilité à la lumière vive.

### Acuité visuelle réduite
Une réduction de l'acuité visuelle dans un « œil rouge » indique une maladie oculaire grave, telle que la kératite, l'uvéite et le glaucome et ne se produit jamais dans une conjonctivite simple sans atteinte cornéenne concomitante.

### Flush ciliaire
Le flush ciliaire est généralement présent dans les yeux présentant une inflammation de la cornée, une iridocyclite ou un glaucome aigu, mais pas une simple conjonctivite. Une rougeur ciliaire est un anneau rouge ou violet s'étendant autour de la cornée.

### Anomalies cornéennes
La cornée doit être transparente pour permettre la transmission de la lumière à la rétine. En raison d'une blessure, d'une infection ou d'une inflammation, une zone d'opacité peut se développer, visible avec une lampe-stylo ou une lampe à fente. Dans de rares cas, cette opacité peut être congénitale. Chez certains, il existe des antécédents familiaux de troubles de la croissance cornéenne qui peuvent évoluer avec l'âge. Beaucoup plus souvent, une mauvaise utilisation des lentilles de contact peut être à l'origine de cette maladie. Quoi qu'il en soit, il est toujours potentiellement grave et nécessite parfois un traitement urgent et les opacités cornéennes sont la quatrième cause de cécité. Les opacités peuvent être kératiques, c'est-à-dire dues au dépôt de cellules inflammatoires, floues, généralement issues d'un œdème de la cornée ou être localisées en cas d'ulcère cornéen ou de kératite. Les perturbations de l'épithélium cornéen peuvent être détectées par une coloration de l'œil à la fluorescéine et par une observation attentive à la lumière bleu cobalt. Les perturbations des tissues de la cornée se coloreraient en vert, ce qui représente une certaine lésion de celles-ci. Ces types de perturbations peuvent être dus à des inflammations de la cornée ou à un traumatisme physique de la cornée, tel qu'un corps étranger.

### Anomalies de la pupille
Dans un œil atteint d'une inflammation de l'iris et du corps ciliaire, la pupille impliquée sera plus petite que la non-impliquée, en raison d'un spasme musculaire réflexe du muscle sphincter de la pupille. Généralement, la conjonctivite n'affecte pas les pupilles, mais avec le glaucome aigu, elle est généralement fixée en position médiane, ovale et répond lentement à la lumière, voire pas du tout.
Une faible profondeur de la chambre antérieure peut indiquer une prédisposition à une forme de glaucome (angle étroit) mais nécessite un examen à la lampe à fente ou d'autres techniques spéciales pour le déterminer. En présence d'un "œil rouge", une chambre antérieure peu profonde peut indiquer un glaucome aigu nécessitant une attention immédiate.

### Pression intraoculaire anormale
La pression intraoculaire doit être mesurée dans le cadre d'un examen oculaire de routine. Il n'est généralement élevé que par l'iridocyclite ou le glaucome, mais pas par des affections relativement bénignes. Dans l'uvéite et les lésions oculaires perforantes traumatiques, la pression intraoculaire est généralement faible.

### Douleur sévère
Les personnes atteintes de conjonctivite peuvent signaler une légère irritation ou des démangeaisons, mais jamais une douleur extrême, qui serait un indicateur d'une maladie plus grave telle que la kératite, l'ulcération cornéenne, l'iridocyclite ou le glaucome aigu.

### Diagnostic différentiel
Parmi les nombreuses causes, la conjonctivite est la plus courante. D'autres incluent :

#### Causes généralement non urgentes
- irritants oculaires en suspension dans l'air,
- blépharite[5] : une inflammation généralement chronique des paupières avec desquamation, se résolvant parfois spontanément.
- drogues : médicaments ou consommation de drogues à des fins récréatives
  - Canabis[6],[7]
- syndrome de l'œil sec : causé soit par une diminution de la production de larmes, soit par une augmentation de l'évaporation du film lacrymal, ce qui peut entraîner une irritation et des rougeurs[8].

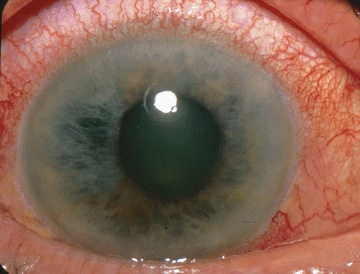
Glaucome aigu, type à angle fermé

- hémorragie sous-conjonctivale[9] : un saignement parfois dramatique, mais généralement inoffensif, sous la conjonctive le plus souvent en raison de la rupture spontanée des petits vaisseaux sanguins fragiles à la suite d'une toux ou d'un éternuement.
- ptérygion enflammé[10] : une croissance bénigne, triangulaire et horizontale de la conjonctive, provenant de la face interne, au niveau du contact des paupières supérieures et inférieures, associée à une exposition au soleil, à une faible humidité et à la poussière. Il peut être plus fréquent dans des professions telles que l'agriculture et la soudure.
- pinguecula enflammée[11] : un dépôt jaune-blanc près de la jonction entre la cornée et la sclérotique, sur la conjonctive. Il est le plus répandu dans les climats tropicaux avec beaucoup d'exposition aux UV. Bien qu'inoffensif, il peut parfois s'enflammer.
- fatigue.
- épisclérite[12] : le plus souvent un trouble inflammatoire bénin du « blanc » de l'œil non associé à des complications oculaires contrairement à la sclérite et répondant aux médicaments topiques tels que les gouttes anti-inflammatoires.

#### Causes généralement urgentes
- glaucome aigu à angle fermé[13] : implique une lésion du nerf optique avec un potentiel de perte de vision irréversible pouvantt être permanente à moins d'être traitée rapidement, en raison d'une pression accrue dans le globe oculaire. Toutes les formes de glaucome ne sont pas aiguës et toutes ne sont pas associées à une augmentation de la pression intraoculaire.
- blessure à l'œil.
- kératite[13] : une inflammation ou une blessure potentiellement grave de la cornée, souvent associée à une douleur importante, une intolérance à la lumière et une détérioration de la vision. De nombreuses causes incluent l'infection virale. Les blessures causées par les lentilles de contact peuvent entraîner une kératite.

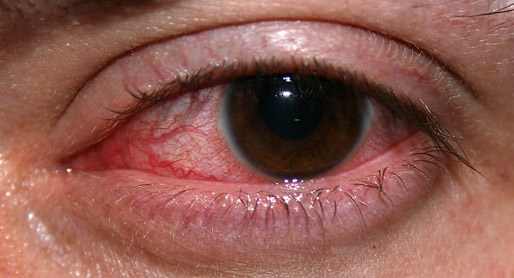
Œil avec iritis montrant une rougeur ciliaire

- uvéite[1] : avec le corps ciliaire et la choroïde, l'iris constitue l'uvée, une partie des structures pigmentées moyennes de l'œil. L'inflammation de cette couche (uvéite) nécessite un contrôle urgent et on estime qu'elle est responsable de 10% des cas de cécité aux États-Unis.
- sclérite[14] : une affection inflammatoire grave, souvent douloureuse, pouvant entraîner une perte de vision permanente et sans cause identifiable chez la moitié des personnes qui en sont atteintes. Environ 30 à 40% ont une maladie auto-immune systémique sous-jacente.
- maladies transmises par les tiques comme la fièvre pourprée des montagnes Rocheuses : l'œil n'est pas principalement impliqué, mais la présence d'une conjonctivite, ainsi que de la fièvre et des éruptions cutanées, peut aider au diagnostic dans des circonstances appropriées.